# Тріщани Перші
Тріщани Перші (або Трещани, Тшещани Пєрше, пол. Trzeszczany Pierwsze) — село в Польщі, у гміні Тріщани Грубешівського повіту Люблінського воєводства. Населення — 928 осіб (2011).

## Історія
1469 року вперше згадується про костел у Тріщанах.
У 1943—1944 роках польські шовіністи вбили в селі 3 українців.
6-15 липня 1947 року під час операції «Вісла» польська армія виселила з Тріщан на приєднані до Польщі північно-західні терени 8 українців. У селі залишилося 254 поляки.
У 1975—1998 роках село належало до Замойського воєводства.

## Населення
Демографічна структура станом на 31 березня 2011 року:
|          | Загалом | Допрацездатний вік | Працездатний вік | Постпрацездатний вік |
| -------- | ------- | ------------------ | ---------------- | -------------------- |
| Чоловіки | 437     | 92                 | 296              | 49                   |
| Жінки    | 491     | 83                 | 277              | 131                  |
| Разом    | 928     | 175                | 573              | 180                  |

## Особистості

### Народилися
- Іван Митюк (1933—2012) — український лікар-хірург[6].